# Flintglas

En akromatisk lins sammansatt av kronglas och flintglas

Flintglas är en typ av glas som används inom optiken, vars mest karaktäristiska drag är att den orsakar en hög dispersion (abbetal mindre än 50). Flintglas innehåller titan eller bly utöver de normala ingredienserna.
Ursprungligen var flintglas ett kaliblyglas av typen engelskt kristallglas, men har senare framställts i ett flertal typer med motsvarande egenskaper. Benämningen avser således olika optiska glas som är starkt ljusbrytande (brytningsindex varierar 1,45 - 2,0)  och färgspridande.
Flintglas kan också formas till strass och användas som simili för diamanter.